# Bangorský antifonář
Bangorský antifonář (latinsky Antiphonarium Benchorense) je středověký rukopis obsahující latinské liturgické zpěvy, který pravděpodobně vznikl koncem  6. století v opatství Bangor v Bangoru v dnešním Severním Irsku. Jedná se o nejstarší dochovanou liturgickou knihu keltského ritu, nelze však vyloučit, že se jedná jen o kopii původní knihy. Zřejmě se později s irskými misionáři dostal do opatství sv. Kolumbána v Bobbiu v severní Itálii. Z tamního skriptoria jej začátkem 17. století získal Federico kardinál Boromejský pro jím nově založenou Ambroziánskou knihovnu v Miláně, kde jej kolem roku 1695 objevil Ludovico Antonio Muratori a kde je uložen dosud.
| „        | Gloria in excelsis Deo et in terra pax hominibus bonae voluntatis. Laudamus te, benedicimus tibi, adoramus te, glorificamus te, magnificamus te. Gratias agimus tibi, propter magnam misericordiam tuam. Domine, Rex caelestis, Deus pater omnipotens. Domine, Fili unigenite, Iesu Christe, Sancte Sipritus Dei. Et omnes dicimus amen. Domine, Fili Dei Patris, Agne Dei, qui tollis peccatum mundi, miserere nobis. Suscipe orationem nostram; qui sedes ad dexteram Dei Patris, miserere nobis. Quoniam tu solus es sanctus, tu solus Dominus, tu solus gloriosus cum Spiritu Sancto in gloria Dei Patris. Amen. | “ |
| — Gloria | |   |